# قشرة الفص الجبهي الظهراني
قشرة الفص الجبهي الظهراني (DLPFC أو DL-PFC) هي منطقة في قشرة الفص الجبهي لدماغ البشر والرئيسيات الأخرى. وهو واحد من أحدث الأجزاء المشتقة من الدماغ البشري. وتخضع لفترة طويلة من النضج والتي تستمر حتى سن البلوغ. إن DLPFC ليس بنية تشريحية بل هي بنية وظيفية. تقع في التلفيف الجبهي الأوسط للإنسان (أي الجزء الجانبي من منطقة برودمان (BA) 9 و46). تقع هذه المنطقة عند قرود المكاك، حول التلم الرئيسي (أي في منطقة برودمان 46). تعتبر مصادر أخرى أن DLPFC يُنسب تشريحيًا إلى BA 9 و46 وBA 8 و9 و10.